# Новоалексієвське
Новоалексі́євське (рос. Новоалексеевское) — село у складі Первоуральського міського округу Свердловської області.
Населення — 1615 осіб (2010, 1624 у 2002).
Національний склад станом на 2002 рік: росіяни — 87 %.